# Orel
Pour les articles homonymes, voir Orel (homonymie) et Oriol.
Ne doit pas être confondu avec Orelle.
Orel ou Oriol (en russe : Орёл, API : /ɐˈrʲol/) est la capitale administrative de l'oblast d'Orel, en Russie. Sa population s'élevait à 289 503 habitants en 2025.

## Géographie
Orel est située sur le fleuve Oka, à 368 km au sud-ouest de Moscou.

## Histoire

### De sa fondation auXVIIIesiècle
La ville a été fondée comme une petite forteresse en 1566, au confluent des rivières Oka et Orlik (ru), sur l'ordre du tsar Ivan IV. Elle devait défendre les frontières du sud de la Russie contre les invasions des peuples nomades. La forteresse était en bois et brûla plusieurs fois.
L'origine du nom d'Oriol a diverses légendes. Les bâtisseurs de la forteresse étaient des soldats et des paysans. Quand ils commencèrent à travailler, un grand aigle s'envola du sommet d'un vieux chêne. Cet aigle monta très haut dans le ciel. Selon cette histoire, la ville reçut le nom d'Oriol, qui signifie en russe « aigle ». Les armoiries d'Oriol représentent l'aigle et la forteresse.

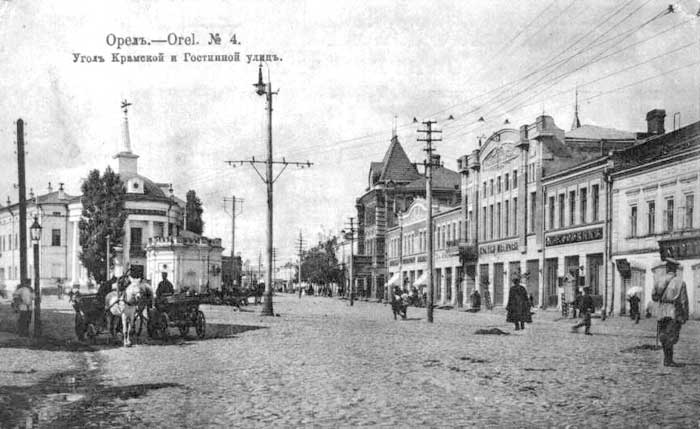
Angle de la rue Kromskaïa (aujourd'hui rue du Komsomolsk) et de la rue de l'Hôtel, carte postale de 1900

En quatre siècles d'existence, la cité a été le témoin de nombreux événements historiques. Au XVIIe siècle, elle a vu l'armée d'Ivan Bolotnikov, chef du mouvement paysan. Les troupes de Dimitri II y sont passées. En 1615, les troupes russes commandées par Pojarski écrasèrent devant Orel les envahisseurs polonais. Pendant la Guerre civile russe, les troupes du général Denikine y subirent une sévère défaite.

### XIXeet première moitié duXXesiècle
La prison d'Orel a été construite en 1840. Le télégraphe est installé en 1859. Il relie la ville à Saint-Pétersbourg et à Moscou. C'est au milieu du XIXe siècle qu'apparaissent de petites fonderies et des usines mécaniques. La ville est reliée au chemin de fer dans les années 1860 par deux lignes: Moscou-Koursk et Riga-Orel. Des cercles d'opposants narodniki commencent à s'activer dans la région dans les années 1870-1880, notamment celui de Zaïtchnevski (1842-1896).
La première ligne téléphonique est installée en 1881. Elle se trouve au commissariat de police qu'elle relie à l'appartement du commissaire (Polizmeister). Il faut attendre 1892 pour l'installation d'une véritable station téléphonique avec trente-cinq abonnés en ville. Cinq ans plus tard, ils sont quatre-vingt-six. En 1911, le téléphone relie par standard Moscou et d'autres villes de Russie. Il y a quatre cents abonnés au téléphone à Orel en 1913.
En 1895, la compagnie belge Guillon construit une station électrique, donnant ainsi l'électricité à plusieurs maisons de la ville et à l'éclairage urbain des rues du centre-ville. C'est à la même époque que la compagnie Guillon met ici en service les premiers tramways (1898). C'est en 1894-1895 qu'apparaissent dans la région les premiers groupes de révolutionnaires socio-démocrates en lien avec la ligue pétersbourgeoise du combat pour l'émancipation de la classe ouvrière. La ville est éclairée par une cinquantaine de lampadaires électriques en 1901 et de soixante-six en 1910, alors que le reste des lampadaires (huit cent cinquante) est éclairé au kérosène.

### Seconde Guerre mondiale

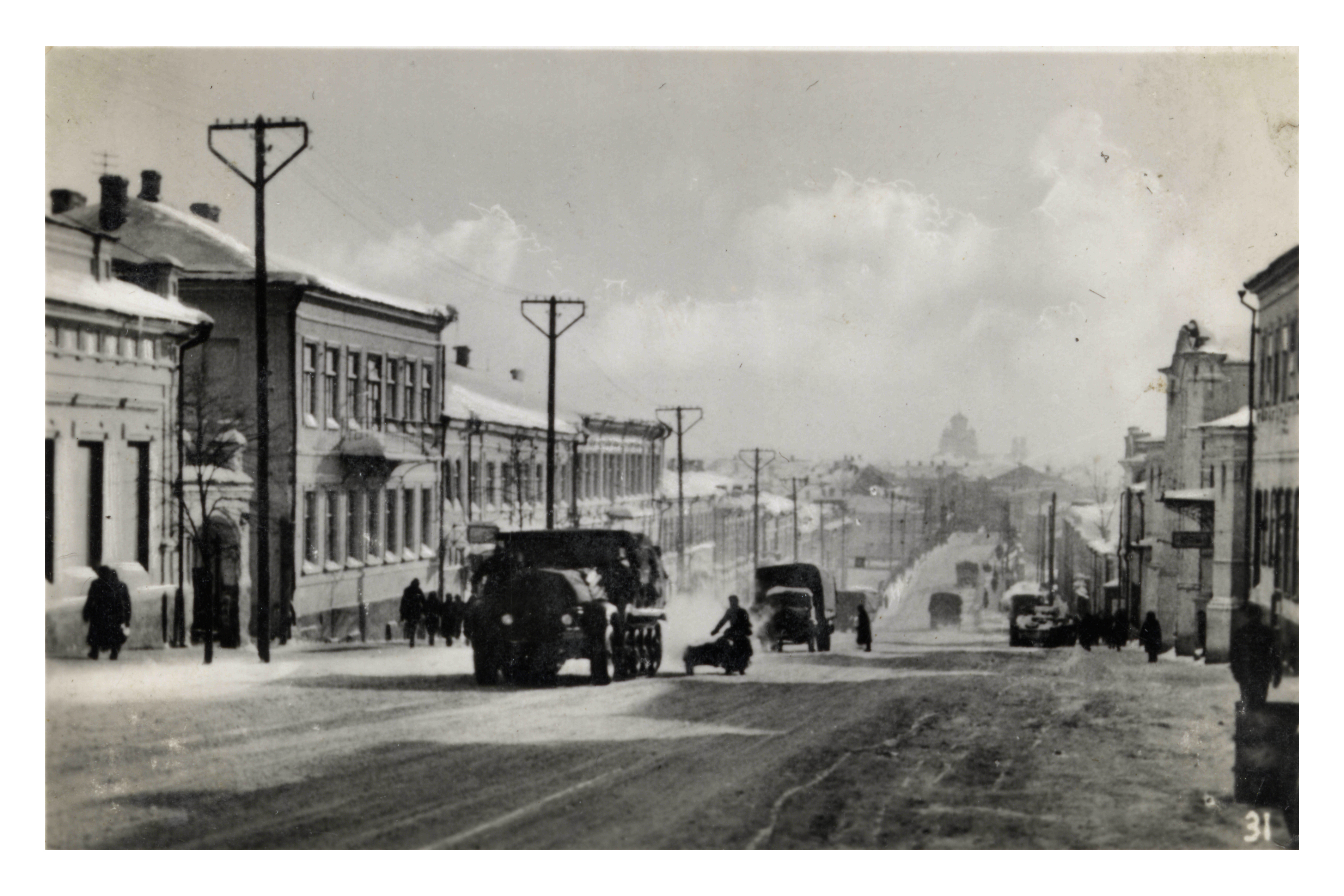
Véhicules militaires allemands au début de l'hiver 1941 rue Lénine (anciennement rue Bolkhovskaïa)

Le premier jour de la guerre toute la population de la ville est mobilisée à l'effort de guerre. La mobilisation des hommes au front commence le 23 juin 1941. Les usines sont en activité vingt-quatre heures sur vingt-quatre. Le premier bombardement aérien allemand sur la ville a lieu le 25 juin 1941. La ligne du front avance très rapidement en ce début de l'été 1941. La décision est prise en début d'automne de démonter certaines usines vers l'est du pays. Mais le processus n'est pas terminé lorsque les troupes allemandes pénètrent en ville. C'est ainsi par exemple que l'une des usines d'Orel de cordage les plus importantes du pays est évacuée à Verkhni Oufaleï, que le bétail est transporté dans les régions de Penza, de Tambov, de Saratov, ainsi que le produit des récoltes, etc. On évacue également des objets d'art ou d'importance culturelle.
Le 11 septembre 1941, des agents du NKVD fusillent dans la forêt de Medvedev 157 prisonniers politiques qu'ils sortent de la prison centrale, dont Christian Rakovski, le docteur Dmitri Pletniov, O. Kameneva, Maria Spiridonova et d'autres personnalités fameuses, dont d'anciens membres du Komintern. À la fin du mois de septembre, l'avancée des troupes allemandes de la Wehrmacht est telle que la prise de la ville, dans le cadre de l'opération Typhon, est inévitable. De la ville, des armes sont évacuées aux alentours et cachées. Le 2 octobre 1941, la 4e division de chars allemande envahit Kromy qui est reliée directement par une route asphaltée à Orel. Le lendemain, le 2e groupe de chars de Guderian du 24e corps motorisé de la 4e division de chars s'empare de la ville. Le seul combat qui a lieu se déroule près de l'aérodrome à la limite sud de la ville. C'est en effet le 3 octobre qu'atterrissent 1 359 parachutistes pour un baroud d'honneur face à l'immense armée allemande. Presque tous sont tués.
Les Allemands mettent aussitôt en place une police locale — surnommée la Gestapo russe par les habitants — dirigée par un ancien marchand d'Oriol, Mikhaïl Boukine, avec en plus 190 agents secrets (sur le mode de la Hilfspolizei). Une gazette de propagande pro-allemande, intitulée Retch, est diffusée pendant toute la durée de l'occupation dans les territoires occupés de la région. La rédaction principale est à Oriol. Le 11 novembre 1941, les résistants — appelés « partisans » en Union soviétique — parviennent à faire brûler l'hôtel Communal (3, rue de l'Hôtel), tuant 150 officiers hitlériens arrivés à Oriol pour renforcer l'armée de Guderian. Un autre immeuble - servant aux réunions d'état-major - saute quelques jours plus tard. En janvier 1942, un groupe de jeunes lycéens (formés par le jeune Vladimir Setchkine) commence à répandre des tracts prosoviétiques dans la population et à livrer des informations à l'état-major du front. Vingt-six jeunes gens de ce groupe de patriotes sont arrêtés en octobre suivant et presque tous fusillés. Une autre cellule de résistance fonctionne autour d'A. N. Komarov au pseudonyme de Jaurès, qui effectue de vastes opérations de sabotage. Des actions de sabotage ou de mauvais entretien, surtout chez les cheminots, permettent de rendre les locomotives et le matériel ferroviaire presque totalement inutilisable pendant l'hiver 1941-1942, à tel point que les Allemands doivent faire venir d'Allemagne de nouvelles locomotives au printemps.
(...)
Le général Hamann commande la région d'Orel du 1er juin 1942 au 26 juillet 1943. Le 5 août 1943, l'Armée rouge libère Orel des forces allemandes. Le 19 septembre 1943 se déroule pour la première fois dans l'histoire de la Grande Guerre patriotique un défilé de différentes groupes de partisans dispersés dans la région d'Oriol.
La guerre et l'occupation ont durement frappé la ville qui est en grande partie à l'état de ruines : toutes les usines sont détruites, ainsi que tous les ponts des environs, les canalisations et les stations électriques. Deux mille deux cents immeubles ou maisons d'habitation sont détruits, trente-trois établissements d'enseignement, dix-neuf cliniques, hôpitaux ou dispensaires ont disparu, la gare est à moitié détruite ainsi que le réseau ferroviaire, la station téléphonique, le réseau radiophonique, les tramways sont anéantis, etc. 
Sur une population de 110 000 habitants avant l'invasion, il n'en restait que 30 000 à l'entrée de l'Armée Rouge dans la ville, 12 000 ayant été assassinés, le double déportés en Allemagne, d'autres morts de faim ou de maladies.
Par une décision du présidium du Soviet suprême du 1er novembre 1945, Oriol fait partie des quinze villes les plus anciennes et les plus importantes de Russie à être restaurée et reconstruite en priorité. La gare peut rouvrir en 1946.

## Population et société

### Démographie
La population d'Orel augmente régulièrement aux XXIe et XXe siècles, jusqu'aux années 1990, à partir desquelles elle commence à décroître lentement. En 1990, la ville avait un solde naturel légèrement positif de 1,4 pour mille (taux de natalité de 11,2 pour mille et taux de mortalité de 9,8 pour mille). En 2005, le solde naturel accuse un déficit de 6,3 pour mille, avec un faible taux de natalité (8,7 pour mille) et un fort taux de mortalité (15 pour mille). La population d'Orel a augmenté jusqu'en 1996 (347 600 habitants), avant d'entamer une baisse régulière.
Recensements (*) ou estimations de la population
| 1811   | 1840   | 1856   | 1897*  | 1913   | 1926*  |
| ------ | ------ | ------ | ------ | ------ | ------ |
| 24 600 | 32 600 | 35 300 | 69 735 | 95 100 | 75 698 |

| 1931   | 1939*   | 1959*   | 1970*   | 1979*   | 1989*   |
| ------ | ------- | ------- | ------- | ------- | ------- |
| 78 100 | 110 564 | 151 521 | 232 216 | 304 971 | 336 862 |

| 2002*   | 2006    | 2010*   | 2011    | 2012    | 2013    |
| ------- | ------- | ------- | ------- | ------- | ------- |
| 333 310 | 326 000 | 317 747 | 317 900 | 319 138 | 318 136 |

| 2014    | 2015    | 2016    | 2017    | 2018    | 2019    |
| ------- | ------- | ------- | ------- | ------- | ------- |
| 317 076 | 319 550 | 319 651 | 318 633 | 315 308 | 311 625 |

### Sport
- FK Orel, club de football fondé en 1946.

### Enseignement
- Corps des cadets, fondé en 1843 et supprimé en 1917.

## Culture locale et patrimoine

### Patrimoine

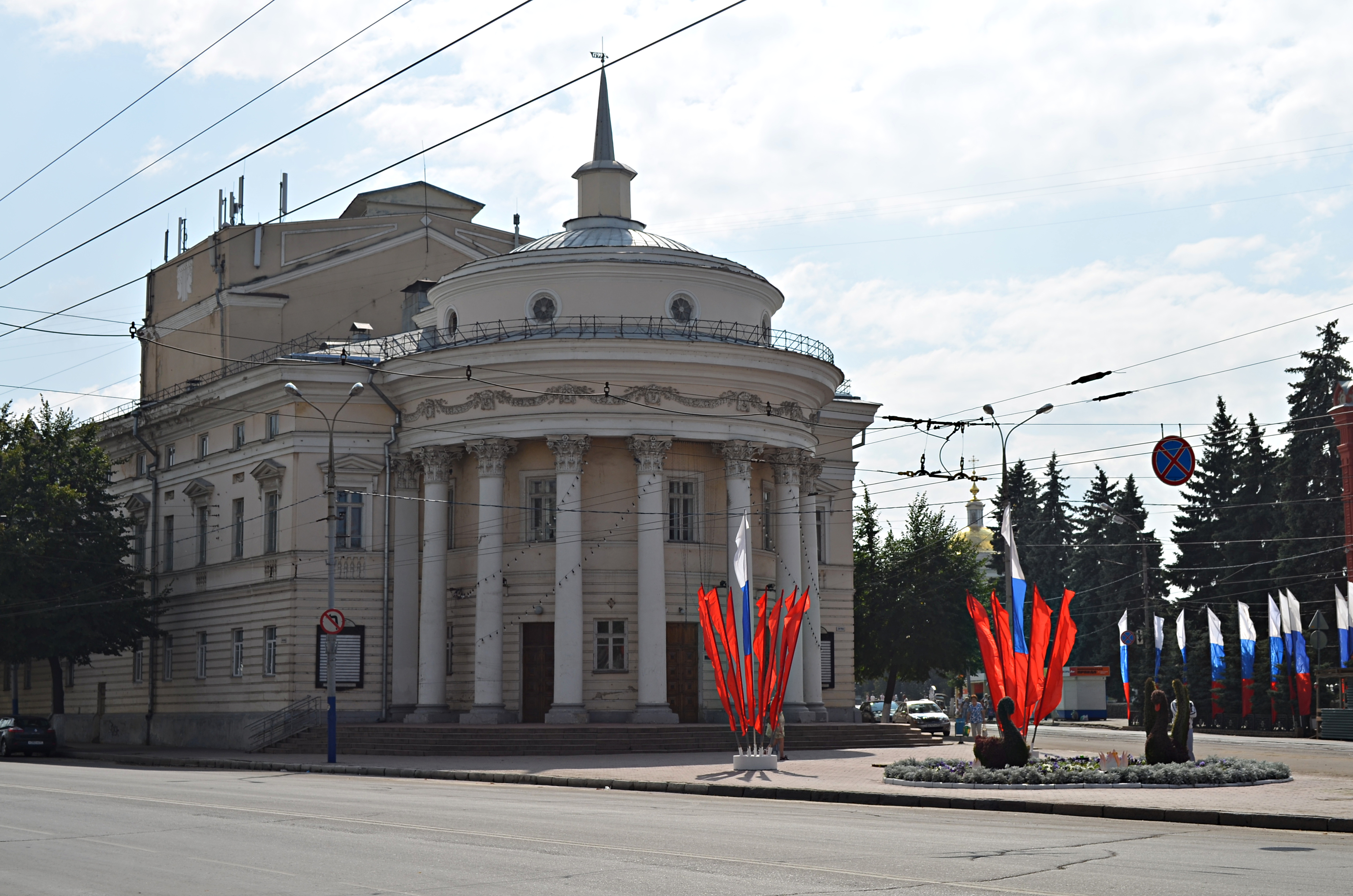
Immeuble l'un des plus significatifs de la ville, dit de l'ancienne banque, inscrit au patrimoine

Aujourd'hui, l'endroit où la rivière Orlik se jette dans le fleuve d'Oka est marqué par un obélisque où ont été gravés les dates des évènements historiques des quatre siècles d'existence d'Orel.
La plus ancienne église de la ville, construite en 1640, s'appelle l'église de l'Épiphanie, rappelant la manifestation de l'Esprit Saint et le baptême de Jésus-Christ. Une petite chapelle à côté de l'église a été construite en 1998. À l'intérieur une source d'eau apporte aux gens la santé.
De la petite forteresse qu'était Orel il y a quatre siècles, la ville est devenue un centre régional avec une industrie développée. Orel a quatre arrondissements administratifs. Elle ne possède pas de monuments très anciens, les uns ayant été détruits par le temps, les autres par les occupants allemands entre 1941 et 1943. Mais ses habitants conservent pieusement les lieux liés à son passé héroïque.
C'est à quelques kilomètres de la ville que se trouve le domaine familial de l'écrivain Ivan Tourgueniev, Spasskoïe-Loutovinovo, qui est accessible par voitures et autocars aux touristes. Oriol est en outre la ville natale du peintre et sculpteur Antoine Pevsner (1886-1962) et du comédien et musicien Sacha Bourdo (1962).
Le 14 octobre 2016, un monument dédié à Ivan le Terrible est inauguré dans la ville d'Orel, le tsar étant présenté comme un « défenseur du pays » ayant « étendu les frontières de l'empire », ce qui a suscité une controverse.

### Musées et lieux d'expositions
- Musée des beaux-arts

### Lieux de culte

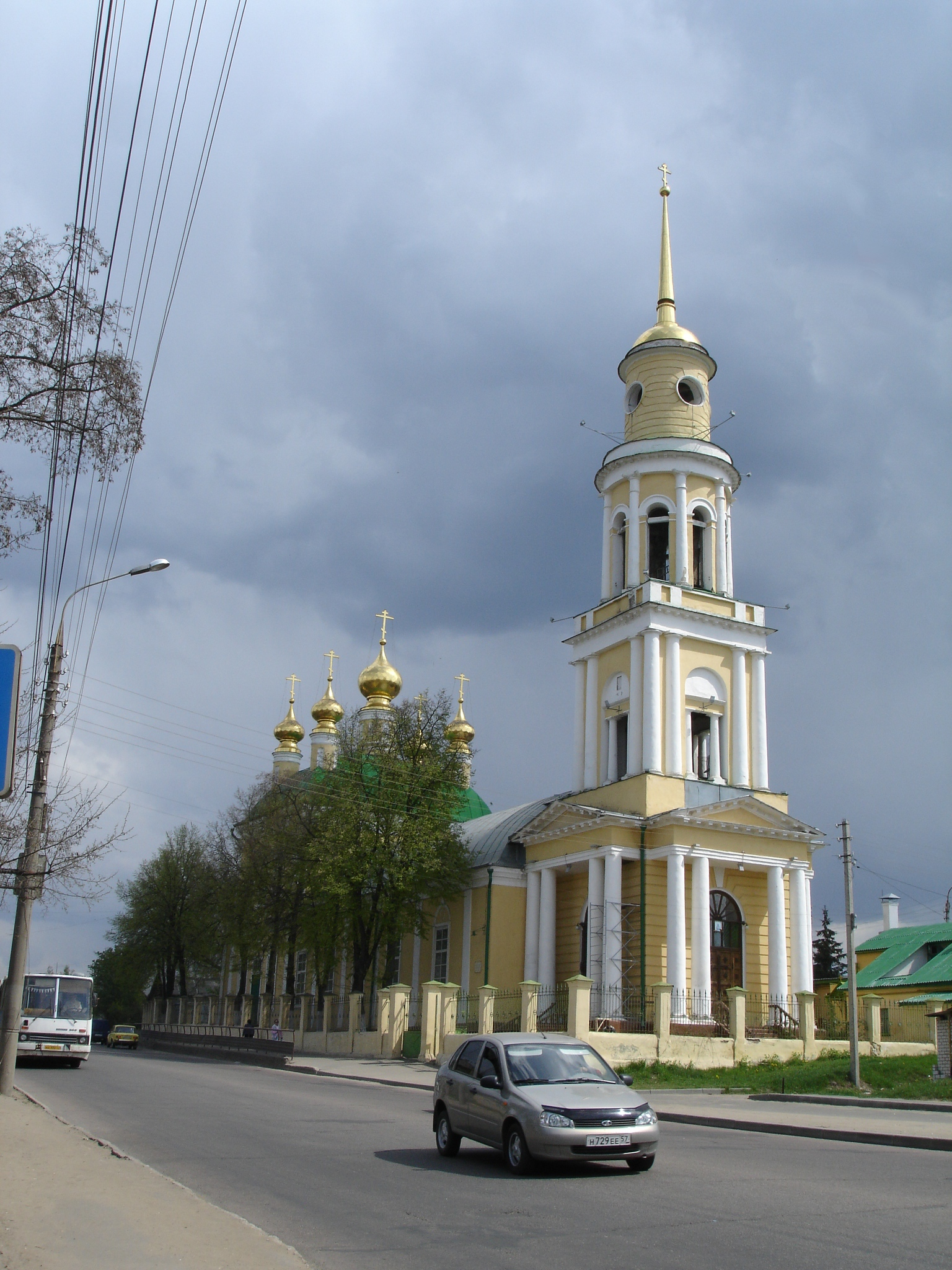
Cathédrale orthodoxe d'Oriol.

La plupart des habitants confessant la foi chrétienne, le sont dans leur immense majorité au sein de l'Église orthodoxe russe. La cathédrale de l'Îcône-de-la-Mère-de-Dieu-d'Akhtyrka est construite en 1775, agrandie en 1876, fermée le 3 février 1938 pour devenir un entrepôt à grains. Elle a rouvert en 1942 sous l'occupation allemande, pour ne plus jamais fermer. Elle reçoit le statut de cathédrale épiscopale en 1962.

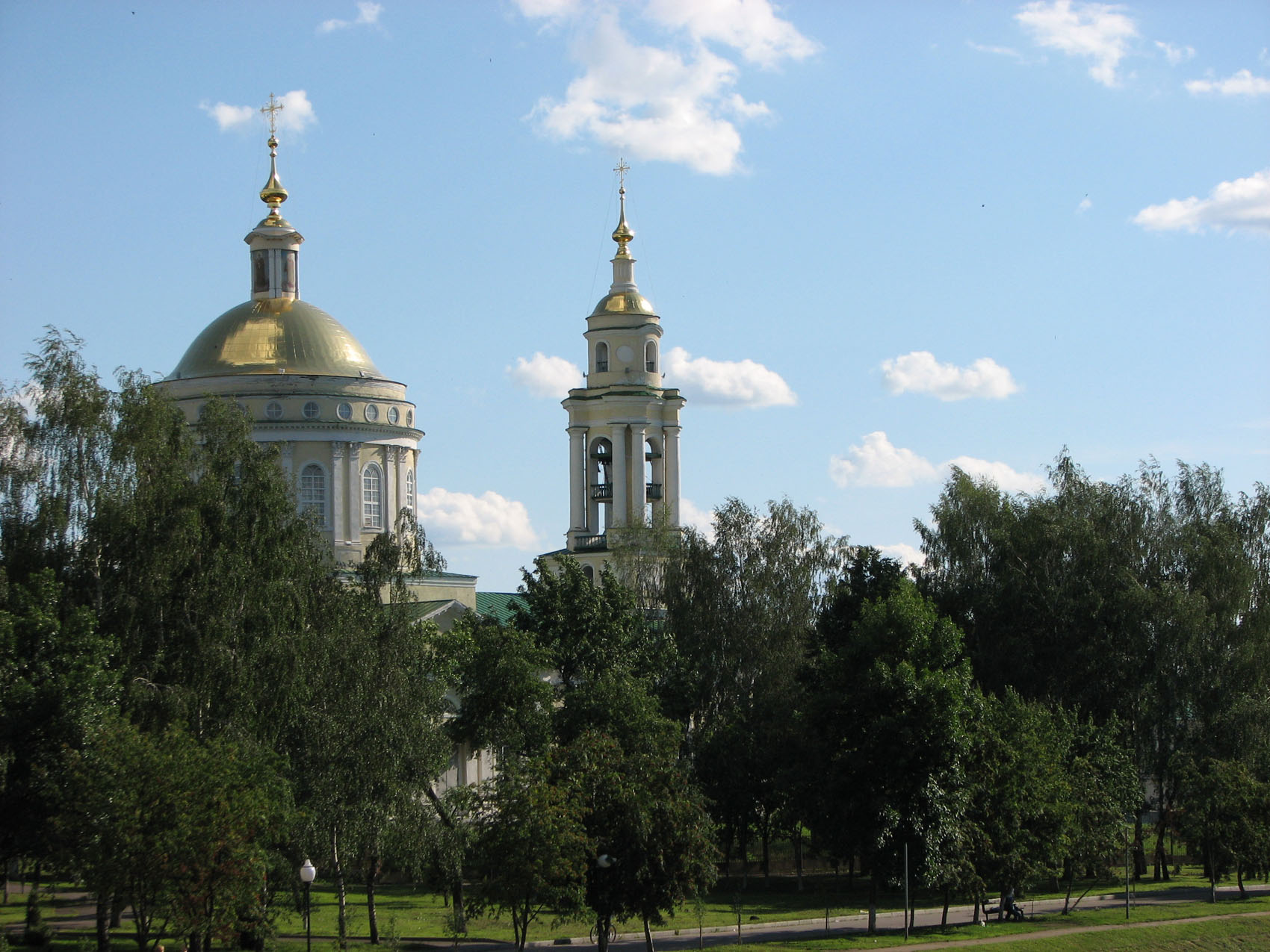
Collégiale Saint-Michel-Archange.

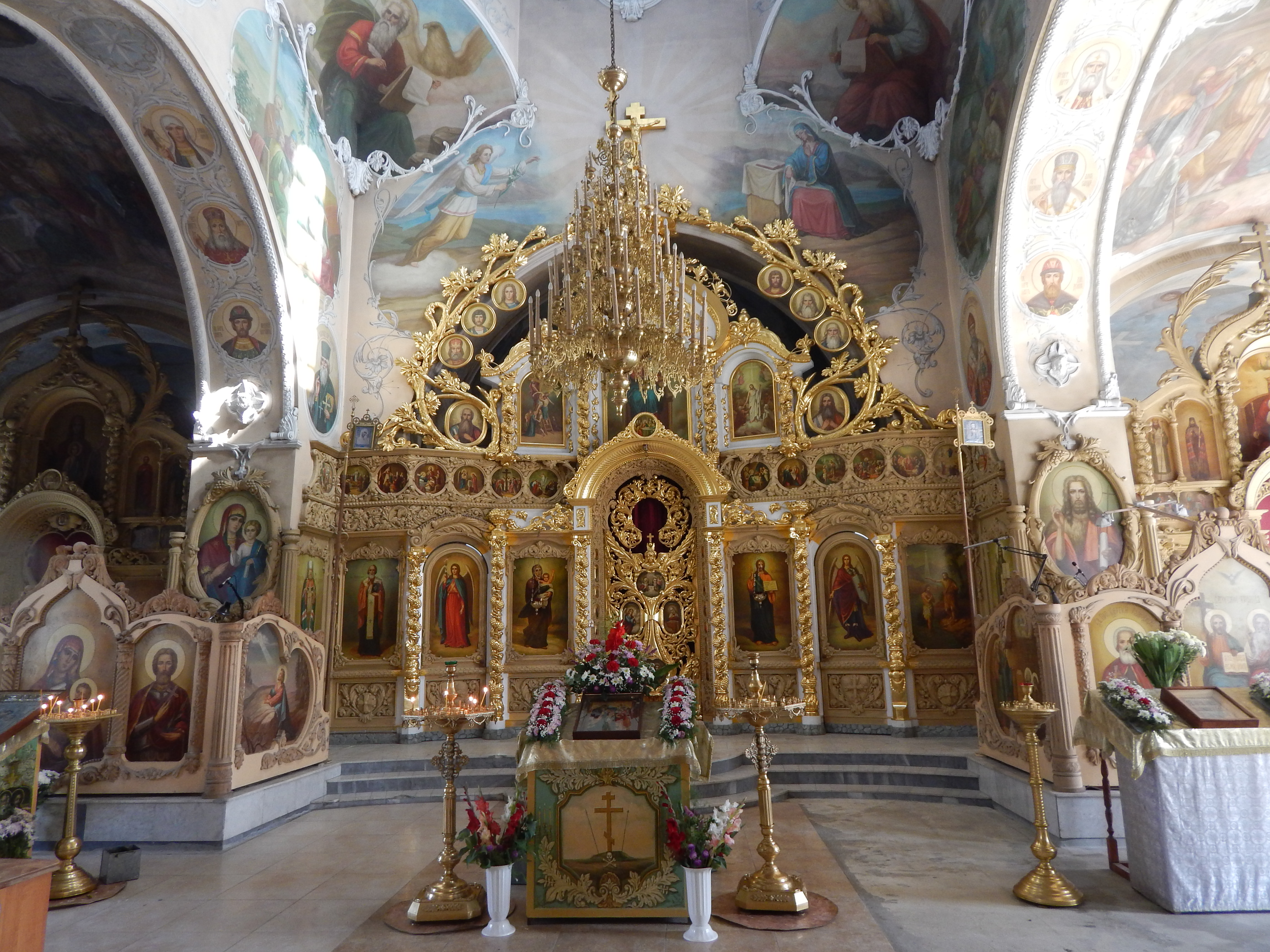
Intérieur de la collégiale de l'Épiphanie.

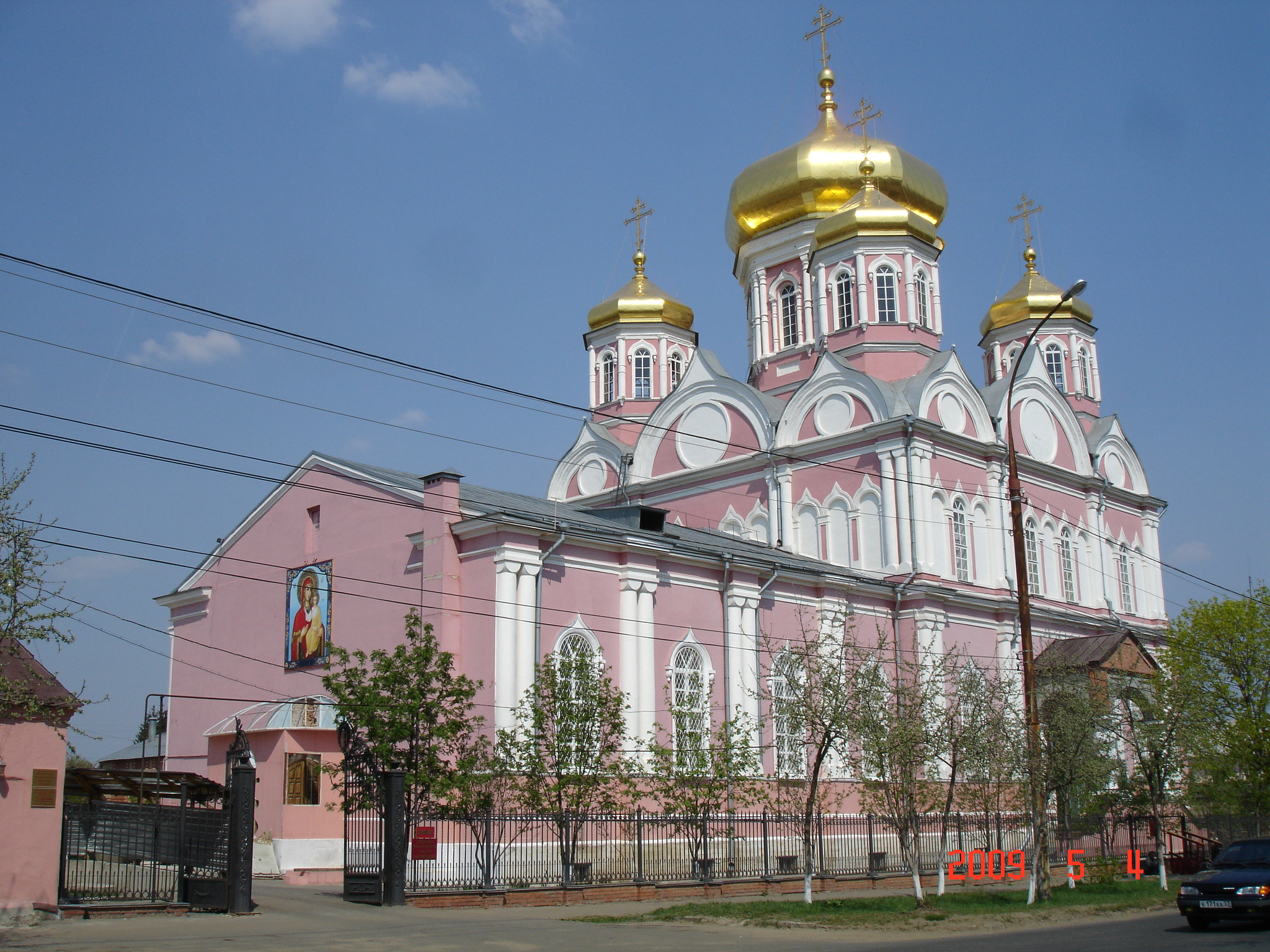
Église ND de Smolensk.

- Une quinzaine d'églises orthodoxes ont été démolies au cours de différentes campagnes d'athéisme à partir des années 1920 culminant dans la décennie suivante. La plupart de la quinzaine d'églises subsistantes ont été fermées pour servir à d'autres usages  (entrepôts, usines, écoles, etc.). Elles ont rouvert au courant des années 1990-2000, comme l'église Saint-Nicolas, construite en 1775, fermée à la fin des années 1930, rouverte en 1995 ; l'église Saint-Jean-Baptiste construite en 1774, fermée en 1938, rouverte à la fin des années 1960 ; l'église-collégiale de la Trinité de la rue Vassilievskaïa terminée en 1751, refaite à la du XIXe siècle, fermée à la fin des années 1920, rendue au culte en 2000 ; l'église-collégiale Saint-Michel-Archange refaite au début du XIXe siècle, restaurée en 2005 ; l'église de ND d'Iversk du début du XXe siècle, fermée en 1923 restaurée en 1991 ; l'église de ND de Smolensk de la fin du XVIIIe siècle reconstruite au milieu du XIXe siècle, fermée en 1938 pour être transformée en usine de pain, rouverte en 1995 ; la collégiale de l'Épiphanie de la fin du XVIIe siècle, réaménagée au XIXe siècle, a fermé en 1963 pour devenir un théâtre de marionnettes, elle est retournée au culte en 1994. ; et trois nouvelles églises ont été construites (église de l'Icône-de-l'Intercession, église de l'Icône-de-la-Mère-de-Dieu « du recouvrement des morts », chapelle Saint-Alexandre-Nevski-sur-le-Sang).
- Cimetière de la Trinité (1778) et son église (1828)

- L'église catholique de la ville a été construite en style néogothique  en 1861 pour les Polonais, Lituaniens ou Allemands catholiques et fermée en 1938. Elle n'a pas été rendue au culte car servant d'usine. La paroisse catholique enregistrée dans les années 1990 a donc construit en 2005 une nouvelle petite église dédiée à l'Immaculée Conception, rue Kirpitchnaïa.
- Une toute petite chapelle luthérienne construite dans les années 1860 au cimetière de la Trinité dessert les luthériens de la région, leur église ayant été démolie au début des années 1930.

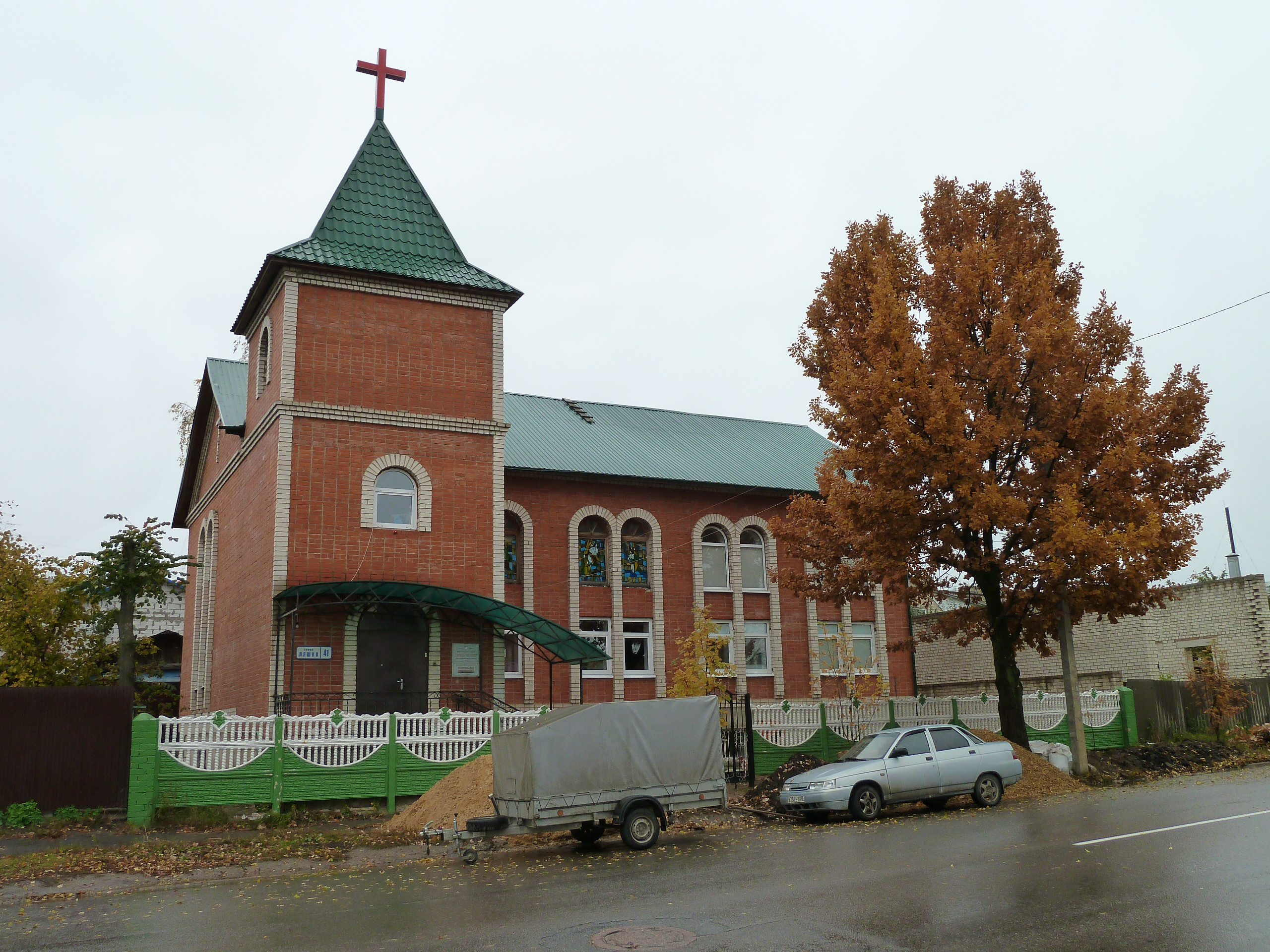
Maison de prière baptiste Bethléem.

- Depuis la fin des années 1990, plusieurs lieux de prières de courants du protestantisme américain ont été construits à Oriol : comme pour les pentecôtistes (avec une grande école), rue Jeleznodorojnaïa ; les baptistes (trois églises), ou encore pour les presbytériens (église construite en 2005), ainsi que différentes sectes nées du protestantisme américain (adventistes, témoins de Jéhovah, et même les mormons, etc.).

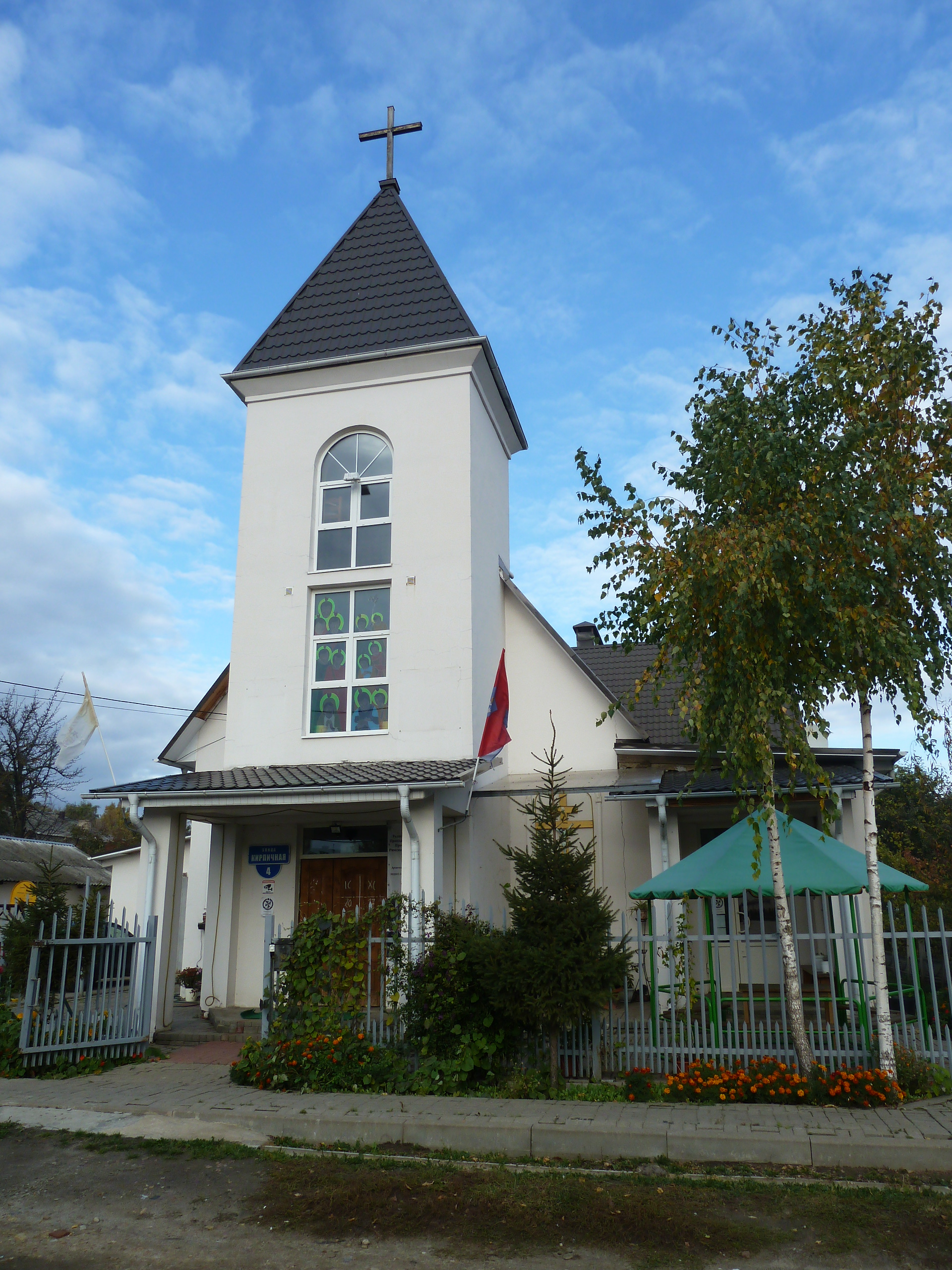
L'église catholique d'Oriol.

- L'église catholique d'Oriol.Les adeptes de la scientologie sont également apparus vers la fin des années 1990.
- Synagogue inaugurée en 1912, fermée en 1923 (devenue entretemps école, section de la police, puis école technique) et rendue à l'association israélite de l'oblast d'Orel en 2016. Elle se trouve rue Sovietskaïa.
- Salle de prière musulmane rue Deposkaïa desservant 400 fidèles depuis les années 2000.

### Personnalités liées à la ville
- Alexeï Bellegarde (1861-1942) : sénateur de l'Empire et gouverneur du gouvernement d'Estland.
- Adrien Bernavon (1912-1943), officier des forces aériennes françaises libres, Compagnon de la Libération, a été abattu dans la région d'Orel en 1943.
- Sacha Bourdo, acteur, y est né en 1962.
- Mikhaïl Goubine (1740 ~ 1823), industriel, maire de Moscou, bâtisseur de l'Hôtel particulier Goubine, né à Orel.
- Albert Littolff (1911-1943), officier des forces aériennes françaises libres, Compagnon de la Libération, a été abattu dans la région d'Orel en 1943.
- Denis Menchov, coureur cycliste, y est né en 1978.
- Salman Mumtaz (1884-1941), poète, critique littéraire, textualiste et bibliographe azerbaïdjanais, y est né.
- Ivan Tourgueniev, né en 1818 dans cette ville.

## Jumelages
- Razgrad (Bulgarie) depuis 1968
- Offenbach-sur-le-Main (Allemagne) depuis 1988
- Kalouga (Russie) depuis 2003
- Kolpino (Russie) depuis 2010
- District de Kolpino (Russie) depuis 2010
- Novossibirsk (Russie) depuis 2014
- District de Volokolamsk (Russie) depuis 2014
- Jodzina (Biélorussie) depuis 2016
- Novi Sad (Serbie) depuis 2017
- Maribor (Slovénie) depuis 2017
- Penza (Russie) depuis 2018